# Cun cút sọc
Turnix suscitator là một loài chim trong họ Turnicidae.